# Nadagara reprensata
Nadagara reprensata är en fjärilsart som beskrevs av Louis Beethoven Prout 1916. Nadagara reprensata ingår i släktet Nadagara och familjen mätare. Inga underarter finns listade i Catalogue of Life.